# SSE3
SSE3 (англ. Streaming SIMD Extensions 3, потокове SIMD-розширення процесора, також відоме як PNI(Prescott New Instruction)) — це SIMD (англ. Single Instruction, Multiple Data, Одна інструкція — багато даних) набір інструкцій, розроблених Intel, і представлених 2 лютого 2004 року у ядрі Prescott процесора Pentium 4. У 2005 AMD представила свою реалізацію SSE3 для процесорів Athlon 64.
Набір SSE3 містить 13 інструкцій: FISTTP (x87), MOVSLDUP (SSE), MOVSHDUP (SSE), MOVDDUP (SSE2), LDDQU (SSE/SSE2), ADDSUBPD (SSE), ADDSUBPD (SSE2), HADDPS (SSE), HSUBPS (SSE), HADDPD (SSE2), HSUBPD (SSE2), MONITOR (аналога у реалізації SSE3 від AMD немає), MWAIT (також відсутній у реалізації SSE3 від AMD).

## Інструкції SSE3
- ADDSUBPD (Add Subtract Packed Double).
- ADDSUBPS (Add Subtract Packed Single).
- HADDPD (Horizontal Add Packed Double).
- HADDPS (Horizontal Add Packed Single).
- HSUBPD (Horizontal Subtract Packed Double).
- HSUBPS (Horizontal Subtract Packed Single).
- FISTTP — перетворення дійсного числа в ціле з округленням в меншу сторону.
- LDDQU — завантаження 128-біт не вирівняних даних із пам'яті в регістр xmm, з запобіганням перетину межі рядка кешу.

## Процесори з підтримкою SSE3
- AMD:
  - Athlon 64 (починаючи з Venice Stepping E3 та San Diego Stepping E4)
  - Athlon 64 X2
  - Athlon 64 FX (починаючи з San Diego Stepping E4)
  - Opteron (починаючи з Stepping E4)
  - Sempron (у ядрах Palermo Stepping E3)
  - Phenom
  - Turion 64
  - Turion 64 X2
- Intel:
  - Celeron D
  - Celeron 420, 430 та 440
  - Pentium 4 (починаючи з Prescott)
  - Pentium D
  - Pentium Dual-Core
  - Pentium Extreme Edition (але не Pentium 4 Extreme Edition)
  - Intel Core Duo
  - Intel Core Solo
  - Intel Core 2 Duo
  - Intel Core 2 Extreme
  - Intel Core 2 Quad
  - Xeon (починаючи з Nocona)
  - Atom
- VIA/Centaur:
  - C7
  - Nano
- Transmeta
  - Efficeon TM88xx (але не модельний ряд TM86xx)